# Cova de Wezmeh
La cova de Wezmeh és un jaciment arqueològic situat al Kurdistan Oriental, prop de la ciutat d'Islamabad Gharb, a l'oest de l'Iran. El jaciment va ser descobert el 1999 i excavat el 2001 per un equip d'arqueòlegs iranians sota el lideratge del Dr. Kamyar Abdi. La cova de Wezmeh va ser reexcavada per un altre equip iranià sota la direcció de Fereidoun Biglari el 2019.
La cova fa uns 27 m de llarg i té una superfície d'uns 45 m². Els 12 m davanters de la cova són relativament rectes. Aquest tram té un sostre baix, de només 80 cm d'alçada en alguns llocs. A uns 15 m de la seva desembocadura, la cova fa un gir pronunciat cap a ponent i s'estén uns 5 m en els quals l'alçada del sostre augmenta progressivament. El terra d'aquest tram té un pendent de 13°. Després d'aquest tram de 5 m la galeria fa un nou gir, aquest cop cap al sud-oest i s'allarga 7 m més amb un fort pendent.

## Animals del Pleistocè tardà
Fins ara s'han descobert un gran nombre de restes fòssils d'animals. Les dates més primerenques i les més recents obtingudes en aquests ossos són 70.000 BP i 11.000 BP, respectivament. Les espècies representades en aquest registre són la guineu roja, la hiena tacada, l'os bru, el llop, el lleó, el lleopard, el gat salvatge, èquids, el rinoceront, el senglar, el cérvol, l'ur, la cabra salvatge, l'ovella, entre d'altres. Les restes faunístiques van ser estudiades per Marjan Mashkour i els seus col·legues del Museu d'Història Natural de París i del departament d'osteologia del Museu Nacional de l'Iran.

## Restes humanes

### Plistocè

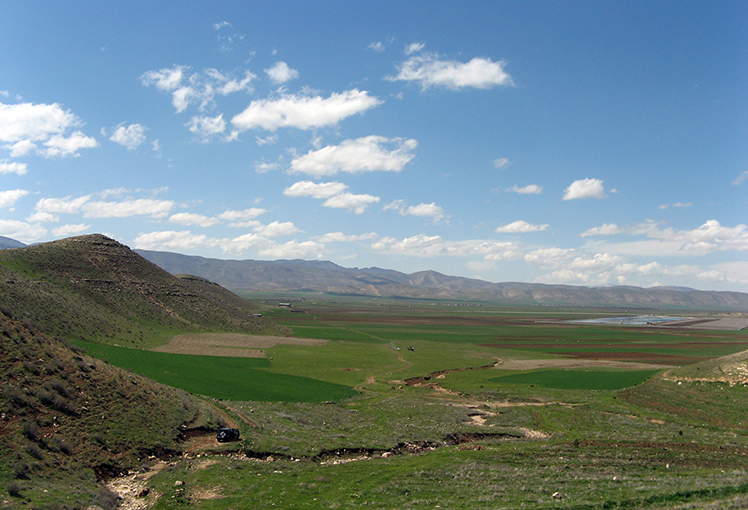
La plana d'Islamabad-e Gharb, prop de la cova de Wezmeh.

Al jaciment s'hi van descobrir diversos ossos i dents humans fragmentats. Entre aquestes restes humanes, una dent va ser estudiada en detall per paleoantropòlegs com el nord-americà Erik Trinkaus. Al nivell Wezmeh 1, també conegut com a el Nen de Wezmeh, s'hi va trobar una dent premolar superior dreta humana aïllada sense erupció (P3 o possiblement P4) d'un individu d'entre 6 i 10 anys. És relativament gran en comparació amb els P3 i P4 tant de l'Holocè com del Pleistocè tardà.
Més tard, els investigadors el van analitzar mitjançant espectrometria gamma no destructiva que va donar lloc a una data d'uns 25.000 anys BP (Paleolític superior). Però anàlisis posteriors van demostrar que la dent és substancialment més antiga. Les característiques endoestructurals i les proporcions quantificades del teixit de la corona i les anàlisis morfomètriques geomètriques basades en semi-fites de la unió esmalt-dentina l'alineen estretament amb els neandertals i mostren que és diferent del fòssil i del patró humà modern actual. Per tant, és la primera evidència directa de la presència de neandertals als Zagros iranians.
Tenint en compte que la cova era un cau de carnívors durant el Plistocè final, és probable que el nen de Wezmeh hagués estat la seva presa, o que n'haguessin aprofitat les restes.

### Holocè
També s'ha analitzat un fragment d'os metatarsà humà i datat al Neolític, fa uns 9000 anys. L'ADN d'aquest fragment ossi mostra que prové d'un grup genètic desconegut fins llavors per la ciència. Pertany a l'haplogrup Y-DNA G2b, concretament a la seva branca G-Y37100, i l'haplogrup mitocondrial J1d6. Tenia els ulls marrons, la pell relativament fosca i els cabells negres, tot i que els iranians neolítics portaven al·lels associats a la pigmentació reduïda en diversos gens i al·lels derivats en 7 dels 12 loci, mostrant les signatures de selecció més fortes dels antics eurasiàtics. L'anàlisi isotòpica va mostrar que la dieta de l'home incloïa cereals, senyal que havia après a conrear.
Aquest jaciment rupestre va ser utilitzat esporàdicament pels grups calcolítics posteriors de la regió com a corral per als seus ramats. Aquesta cova va ser catalogada com a jaciment arqueològic i paleontològic al Registre Nacional de Llocs Històrics (17843) l'any 2006.

## Restes de pol·len
L'examen de diverses mostres d'excrements de carnívors obtingudes de la cova de Wezmeh, fet per Morteza Jamali i els seus col·legues, va mostrar la presència de papaveràcies fa entre 12.000 i 18.000 anys.